# 杜崱
杜 崱（と しょく、生年不詳 - 553年頃）は、南朝梁の軍人。本貫は京兆郡杜陵県。

## 経歴
杜懐宝の七男として生まれた。廬江驃騎府中兵参軍を初任とした。湘東王蕭繹が荊州刺史となると、杜崱はその幕府に参加し、後に新興郡太守となった。
太清3年（549年）、岳陽王蕭詧が江陵の蕭繹を襲撃すると、杜崱はこれに従ったものの、蕭繹とは旧交があったため、ひそかにこれと連絡した。杜崱は兄の杜岸や弟の杜幼安・兄の杜岑の子の杜龕らとともに蕭繹に帰順した。杜崱は蕭繹により持節・信威将軍・武州刺史とされた。まもなく宣毅将軍に転じ、鎮蛮護軍・武陵郡内史を兼ね、枝江県侯に封じられた。太清5年（551年）、王僧弁に従って侯景の乱を討つべく東征した。侯景の巴陵城攻撃に対して、数十日にわたって防戦にあたった。侍中・左衛将軍の位を加えられ、爵位は公に進んだ。太清6年（552年）、そのまま王僧弁に従って侯景を石頭城まで追い、反乱軍と横嶺で対峙した。侯景は自ら精鋭を率いて戦いに臨んだが、杜崱は嶺後から侯景の部隊を横撃した。侯景が敗れて、晋陵郡に逃れると、杜崱は石頭城を占拠した。侯景の乱が平定されると、持節・散騎常侍・都督江州諸軍事・江州刺史の位を加えられた。
秦州刺史の厳超遠が秦郡で北斉の郭元建による攻撃を受けると、杜崱は王僧弁の命を受けて救援に向かった。陳霸先が欧陽から来て杜崱と合流し、郭元建と士林で戦って撃破した。ときに蕭繹が王琳を江陵で捕らえると、その長史の陸納らが長沙で反乱を起こした。蕭繹は杜崱と王僧弁を召し出してこれを討たせた。承聖2年（553年）、杜崱は陸納らと車輪で戦い、これを破り、2つの塁を陥落させた、陸納らが敗走して長沙に入ると、杜崱らはこれを包囲した。後に陸納らが降ると、杜崱は王僧弁とともに西方の武陵王蕭紀を硤口で攻撃し、これを破った。鎮に帰って病没した。車騎将軍の位を追贈された。諡は武といった。

## 伝記資料
- 『梁書』巻46 列伝第40
- 『南史』巻64 列伝第54